# ブリュッセル・アニメーション映画祭
ブリュッセル・アニメーション映画祭（ブリュッセルアニメーションえいがさい、Festival Anima）は、1982年からブリュッセルで始まった、毎年2月か3月に開催されるアニメーションの国際映画祭。上映作品はいくつかの部門に分けられる。
映画祭の運営は2014年まで、ドリス・クレフェンとフィリップ・モワンによって行われていた。